# 三重野亜未
三重野 亜未（みえの あみ）は日本の女性声優。主にアダルトゲームに声をあてている。

## 出演

### アダルトアニメ
- V.G.NEO（飛鳥 優）

### アダルトゲーム

#### 2002年
- 朝の来ない夜に抱かれて -ETERNAL NIGHT-（石橋 ゆかり）
- お願い（笠置 翠）
- 学艶 〜狙われた痴態〜（陽之宮 瑠璃）
- Sultan 〜The Lovesong is Forever〜（コロン）
- 性裁恥療 〜恥辱に濡れる白衣〜（麻生 小夜歌）
- Lost Passage（綾小路 育美）

#### 2003年
- 愛してナイチンゲール（桐野 舞衣）
- V.G.NEO（飛鳥 優）
- 姉妹教師 〜春菜と明日菜〜（荒梓 水影）
- ショコラ 〜maid cafe "curio"〜（チロル）

#### 2004年
- KYRIE 〜BLOOD ROYAL3〜（テレザ）
- Naive ナイーブ（羽原 結衣、羽原 麻衣）
- フィルナンシス（ファム・グランファルド、パリス・ウストセルファー）
- Fruit Punch（用賀 藍）

#### 2007年
- Xross Scramble（飛鳥 優）

#### 2008年
- オトメクライシス（飛鳥 優）

### 一般向けゲーム
- Lost Passage〜失われた一節〜（2003年、綾小路 育美）